# Radioiodoterapia
Radioiodoterapia é uma forma de tratamento de doenças.
Consiste no uso do isótopo 131 do iodo (I131), que é um átomo emissor de partículas beta para o tratamento de tumores da glândula tireóide e suas metastases. A e. Especialidade médica que se utiliza de substâncias radioativas para tratamentos de saúde é chamada medicina nuclear.
A radioiodoterapia consiste na ingestão de líquido ou capsulas contendo doses maiores de iodo 131, geralmente 100 microcuries de iodo 131. A maior dose utilizada é de 200 microcuries e o paciente não deve ser tratado com mais de 600 microcuries.
O doente recebe geralmente uma medicação para evitar o vômito e a ansiedade e então ingere a dose de iodo 131, geralmente permanece internado em um centro de tratamento por 24 a 48 horas, então é liberado para o domicilio.
Antes de receber a dose de iodo 131, o paciente é submetido a uma dieta pobre em iodo.
O Iodo 131 emite partículas beta que liberam sua energia para as células da tireoide que modificam estrutura e a genética das células pela radiação. Estas células morrem ou não conseguem mais se reproduzir.
Apesar de gerar tensões o tratamento é bastante simples e eficaz, aumentando as chances de cura dos tumores da tireoide para próximo de 100%.
Após o tratamento o paciente é submetido a uma pesquisa de corpo inteiro para um melhor rastreamento de metástases.